# Антонівка (Пологівський район)
Анто́нівка (німецька колонія поселенців № 16, «Tiegenort, Тіґенорт») — село в Україні, у Пологівському районі Запорізької області. Входить до складу Розівської селищної громади. Населення становить 260 осіб.
Село тимчасово окуповане російськими військами з 8 березня 2022 року.

## Географія
Село Антонівка знаходиться на відстані 1 км від річки Сухі Яли, за 4 км від сіл Святотроїцьке і Зоря, за 60 км на північний захід від Маріуполя. По селу протікає пересихаючий струмок з загатою. Землі села межують із Волноваським районом Донецької області.

## Історія
Німецька колонія № 16 Тігенорт заснована у 1823 році 26 сім'ями з Західної Пруссії (район Данцига і Ельблонга (нім. Kreis Elbing)). 1680 (1785) десятин землі.
За даними 1859 року у Тієгенорті було 28 подвір'їв, 278 мешканців. Джерелом води були криниці
До 1917 року — Катеринославська губернія, Маріупольський та Олександрівський повіти, Маріупольський колоніальний округ; Олександро-Невська (Грунауская) волость.

### Радянський період
У 1925—1939 роках село входило до складу Люксембурзького німецького національного району Маріупольської округи (з 1932 — Дніпропетровської області, з 1939 — Запорізької області).

### Незалежна Україна
- До 2018 орган місцевого самоврядування — Азовська сільська рада.
- 12 червня 2020 року, відповідно до розпорядження Кабінету Міністрів України № 713-р «Про визначення адміністративних центрів та затвердження територій територіальних громад Запорізької області», увійшло до складу Розівської селищної громади[4].
- 19 липня 2020 року, в результаті адміністративно-територіальної реформи та ліквідації  Розівського району увійшло до складу Пологівського району[5].

## Суспільно-політичне життя

### Релігія
Село належало католицькій парафії Ейхвальд (нім. Pfarrei Eichwald).

## Відомі люди
Першими переселенцями, що заснували село, були: Bart / Barth Friedrich, Birscheminske, Dombrowski, Erdmann, Feuerstein, Germin, Grunsky, Guschekowsky, Hagen, Kiderowski, Lippert, Malaschinsky, Merkowsky, Mitlewski, Opaterno, Petrowsky, Reichert, Ritter, Sowetsky, Surmanow, Schikowski, Schimanoswski, Schreiber, Wasmann, Wellem, Werner.
Місце народження письменника Л. Германна (нар. 1928 рік).

## Статистика зростання населення
У 1857 році налічувалося 28 дворів і 1 безземельна сім'я.
Жителів (по роках): 439 (1859), 746 (1885), 553/543 німців (1897), 504 (1905), 607 (1911), 608 (1919).